# Medalla Conmemorativa del 30.º Aniversario de la Retirada de las Tropas Soviéticas de Afganistán
La Medalla Conmemorativa del 30.º Aniversario de la Retirada de las Tropas Soviéticas de Afganistán (en bielorruso: Медаль «В память 30-летия вывода советских войск из Афганистана») es una condecoración estatal de la República de Bielorrusia, establecida el 16 de octubre de 2018 por Decreto del presidente de Bielorrusia «Sobre el Establecimiento de la Medalla Conmemorativa del 30.º Aniversario de la Retirada de las Tropas Soviéticas de Afganistán». Para galardonar a los soldados bielorrusos que participaron en la guerra de Afganistán.

## Criterios de concesión
De acuerdo con el decreto de concesión de la condecoración, la medalla, se otorga a:
- Ciudadanos de la República de Bielorrusia que desempeñaron funciones militares y oficiales en Afganistán en el período comprendido entre diciembre de 1979 y febrero de 1989.
- Militares de las Fuerzas Armadas, otras tropas y formaciones militares, empleados de organismos estatales y otras personas que hicieron una contribución significativa a la educación heroica y patriótica de los ciudadanos del país, perpetuando la memoria de los muertos, desarrollando el movimiento de veteranos, organizando el trabajo de rehabilitación social y médica de los soldados, los discapacitados y los familiares de los muertos.

La insignia de la medalla se lleva en el lado izquierdo del pecho y, en presencia de otras órdenes y medallas de Bielorrusia, se coloca justo después de la Medalla Conmemorativa del 25.º Aniversario del Fin de las Hostilidades en Afganistán.

## Descripción
Es una medalla de latón dorado con forma circular de 32 mm de diámetro y con un borde elevado por ambos lados.
En el anverso de la medalla en el centro hay imágenes estilizadas de dos helicópteros, debajo de ellos se pueden observar tres vehículos blindados de transporte de personal sobre un fondo de montañas. Uno de los vehículos muestra figuras de militares sosteniendo una bandera de batalla. En el centro de la parte superior de la medalla hay una imagen en relieve de una estrella roja de cinco puntas con la hoz y martillo. A derecha e izquierda de los helicópteros se encuentran las inscripciones en letras doradas «1979» y «1989». En la parte inferior de la medalla está la inscripción «AFGANISTÁN».
En el reverso de la medalla hay una inscripción: «En conmemoración del 30 aniversario de la retirada de las tropas soviéticas de Afganistán», debajo está la inscripción «15 de febrero de 2019» y debajo de la fecha hay una imagen en relieve de una estrella de cinco puntas, a derecha e izquierda se encuentran simétricamente ramas de laurel.
La medalla está conectada con un ojal y un anillo a un bloque pentagonal cubierto con una cinta muaré de seda de 24 mm de ancho. La cinta se divide en tres partes iguales por dos franjas blancas de 1 mm de ancho. En la primera parte de la cinta (a la izquierda) hay una imagen estilizada de la cinta de la guardia, en la segunda (en el centro) y tercera (a la derecha) hay imágenes estilizadas de las banderas estatales de la República de Afganistán y La República de Bielorrusia.